# 清澤まひろ
清澤まひろ（きよさわ まひろ、1979年 - ）は、日本の女優。滋賀県出身。株式会社エコーズ所属。

## 人物
2018年9月よりエコーズに所属。舞台や映画など精力的に活動中。

## 出演

### 【映画】
- 「やめて。２～ホラーTVシリーズ～」（監督　山田雅史）
- 「アカシック・レコード」（監督　西尾孔志）
- 「こえとっちゃ」（監督　沼澤誠）
- 「堤防は洪水を待っている」（監督　山田雅史）

### 【CM】
- 和光堂TV-CF
- POLA　WEB-movie

### 【舞台】
- キリンバズウカ『銀竜草』
- キリンバズウカ『ZOO』
- キリンバズウカ『十二単』
- キリンバズウカ『バブル』
- 月曜劇団『トキモメ』
- 月曜劇団『…だけでできている』
- ニュートラル『その公演のベンチには魔法がかかっている』
- ニュートラル『宇宙を隠し持っている』
- ニュートラル『この世の果て』
- ニュートラル『はじまりのリズム』
- テラヤマ博『書を捨てよ、町へ出よう、とか』
- 突撃金魚『愛情マニア』
- 突撃金魚『しまうまの毛』
- France_Pan『貝を棒で』
- トランスパンダ『ひとつでもいい』